# Tracy Hickman
Tracy Raye Hickman, född 26 november 1955 i Salt Lake City i Utah, är en amerikansk fantasyförfattare.

## Rollspel
Tillsammans med författarinnan Margaret Weis, som han mötte på ett rollspelsföretag, utvecklade han världen Krynn, från början som spel men sedan också i bokform. Krynn (eller Dragonlance) är ett så kallat "gemensamt universum", vilket gör att många olika författare har skrivit historier som utspelar sig i världen. Krynn är en typisk fantasyvärld, fylld med magi, alver, drakar och annat fantastiskt.

## Författarskap
Tracy Hickman har skrivit 25 böcker tillsammans med Margaret Weis, bland dessa finns bokserierna Draklanskrönikan (Dragonlance Chronicles), Draklanslegenderna (Dragonlance Legends) och Dödens port (The Death Gate Cycle). 

### Fotnoter
1. ↑  Latter-day Saint Literature database, Latter-day Saint Literature konstnärs-ID: tracy-hickman.[källa från Wikidata]
2. ↑  Ed Power (11 augusti 2017). ”What will be the next Game of Thrones?” (på engelska). Telegraph. http://www.telegraph.co.uk/culture/tvandradio/game-of-thrones/11021205/What-will-be-the-next-Game-of-Thrones.html. Läst 13 juli 2017.